# Giberto IV da Correggio
Giberto IV da Correggio (1320 circa – Venezia, 17 luglio 1373) è stato un politico e condottiero italiano.

## Biografia
Nacque da Guido IV, signore di Correggio e da Guidaccia della Palù.
Nel 1337 si trovava a Lucca a fare le veci dello zio Azzo, governatore della città per gli Scaligeri. Nel 1344 fu armato cavaliere da Obizzo III d'Este, al quale salvò la vita contro Feltrino Gonzaga. Nel 1346 Luchino Visconti, signore del Milano, gli tolse Guastalla. Solo nel 1354 Giberto si dichiarò dalla parte dei Visconti, che lo confermarono nel feudi di Traversetolo, Buzzano e Scurrano. Passò contro i Visconti nel 1361 e Bernabò lo attaccò direttamente a Correggio. Quest'ultimo lo ingaggiò contro i guelfi di Modena, rimanendo prigioniero nel 1363 e liberato solo l'anno dopo. Nel 1368 aderì alla lega antiviscontea di Carlo IV ma Bernabò Visconti lo attaccò per la seconda volta in Correggio nel 1371.
Mentre nel 1372 si trovava a Ferrara presso gli Estensi, il nipote Guido, allegato dei Visconti, entrò a Correggio e imprigionò i figli di Giberto. Spogliato della signoria di Correggio, nel 1372 passò al servizio della Repubblica di Venezia rivestendo il grado di generale della Serenissima contro i Carraresi di Padova. Sconfitto a Lova nel veneziano, si riscattò a Piove di Sacco, dove catturò il condottiero Rizzardo di Sambonifacio, generale dei Carraresi e il voivoda di Transilvania, suo alleato al comando degli Ungheri.
Morì a Venezia nel 1373.

## Discendenza
Giberto sposò in prime nozze Paola Visconti ed ebbe:
- Pietro (?-1414), podestà di Rimini
- Maddalena, sposò Azzo I Sessi di Reggio, uomo d'armi
- Agnese, sposò Ansedisio Collalto
- Margherita (?-1389 circa)
- Iacopa (?-1389 circa)

Sposò in seconde nozze Orsolina di Galasso I Pio, secondo signore di Carpi ed ebbe:
- Manfredo, uomo d'armi al servizio degli Scaligeri
- Francesco, uomo d'armi
- Gherardo (?-1430), signore di Correggio con Galasso e Giberto V
- Egidio (?-1368 circa)
- Giberto (?-1446), signore di Correggio con Gherardo VI e Galasso
- Giovanni (?-1389 circa)
- Galasso (?-1441)
- Paola (?-1368 circa)

## Ascendenza
|                          |              |                     | Genitori            |  |  | Nonni |  |  | Bisnonni              |  |  | Trisnonni               |  |
|                          |              |                     |                     |  |  |       |  |  | Guido II da Correggio |  |  | Gherardo V da Correggio |  |
|                          |              |                     |                     |  |  |       |  |  | Guido II da Correggio |  |  | Gherardo V da Correggio |  |
|                          |              | Adelasia Rossi      |                     |  |  |       |  |  | Guido II da Correggio |  |  |                         |  |
| Giberto III da Correggio |              |                     |                     |  |  |       |  |  | Guido II da Correggio |  |  |                         |  |
|                          |              | Mabilia della Gente | Giberto della Gente |  |  |       |  |  |                       |  |  |                         |  |
|                          |              | Mabilia della Gente | Giberto della Gente |  |  |       |  |  |                       |  |  |                         |  |
|                          |              | Mabilia della Gente | …                   |  |  |       |  |  |                       |  |  |                         |  |
| Guido IV da Correggio    |              | Mabilia della Gente |                     |  |  |       |  |  |                       |  |  |                         |  |
|                          |              | …                   | …                   |  |  |       |  |  |                       |  |  |                         |  |
|                          |              | …                   | …                   |  |  |       |  |  |                       |  |  |                         |  |
|                          |              | …                   | …                   |  |  |       |  |  |                       |  |  |                         |  |
| …                        |              | …                   |                     |  |  |       |  |  |                       |  |  |                         |  |
|                          |              | …                   | …                   |  |  |       |  |  |                       |  |  |                         |  |
|                          |              | …                   | …                   |  |  |       |  |  |                       |  |  |                         |  |
|                          |              | …                   | …                   |  |  |       |  |  |                       |  |  |                         |  |
| Giberto IV da Correggio  |              | …                   |                     |  |  |       |  |  |                       |  |  |                         |  |
|                          | Federigo Pio | …                   |                     |  |  |       |  |  |                       |  |  |                         |  |
|                          | Federigo Pio | …                   |                     |  |  |       |  |  |                       |  |  |                         |  |
|                          | Federigo Pio | …                   |                     |  |  |       |  |  |                       |  |  |                         |  |
| Manfredo I Pio           | Federigo Pio |                     |                     |  |  |       |  |  |                       |  |  |                         |  |
|                          |              | Agnese da Gorzano   | …                   |  |  |       |  |  |                       |  |  |                         |  |
|                          |              | Agnese da Gorzano   | …                   |  |  |       |  |  |                       |  |  |                         |  |
|                          |              | Agnese da Gorzano   | …                   |  |  |       |  |  |                       |  |  |                         |  |
| Guidaccia della Palù     |              | Agnese da Gorzano   |                     |  |  |       |  |  |                       |  |  |                         |  |
|                          |              | …                   | …                   |  |  |       |  |  |                       |  |  |                         |  |
|                          |              | …                   | …                   |  |  |       |  |  |                       |  |  |                         |  |
|                          |              | …                   | …                   |  |  |       |  |  |                       |  |  |                         |  |
| Fiandrina de' Bocchi     |              | …                   |                     |  |  |       |  |  |                       |  |  |                         |  |
|                          |              | …                   | …                   |  |  |       |  |  |                       |  |  |                         |  |
|                          |              | …                   | …                   |  |  |       |  |  |                       |  |  |                         |  |
|                          |              | …                   | …                   |  |  |       |  |  |                       |  |  |                         |  |
|                          |              | …                   |                     |  |  |       |  |  |                       |  |  |                         |  |